# Альзон (кантон, Од)
Альзо́н (фр. Alzonne, окс. Alzona) — кантон во Франции, находится в регионе Лангедок — Руссильон, департамент Од. Входит в состав округа Каркасон.
Код INSEE кантона — 1102. Всего в кантон Альзон входят 11 коммун, из них главной коммуной является Альзон.

## Коммуны кантона
| Коммуна            | Население, чел. (1999) | Почтовый индекс | Код INSEE |
| ------------------ | ---------------------- | --------------- | --------- |
| Альзон             | 1 221                  | 11170           | 11009     |
| Арагон             | 453                    | 11600           | 11011     |
| Вантенак-Кабардес  | 759                    | 11610           | 11404     |
| Вильсекланд        | 571                    | 11170           | 11437     |
| Ко-э-Созан         | 739                    | 11170           | 11084     |
| Монтольё           | 786                    | 11170           | 11253     |
| Муссулан           | 710                    | 11170           | 11259     |
| Пезан              | 1 114                  | 11170           | 11288     |
| Рессак-сюр-Лампи   | 211                    | 11170           | 11308     |
| Сен-Мартен-ле-Вьей | 191                    | 11170           | 11357     |
| Сент-Элали         | 406                    | 11170           | 11340     |

## Население
Население кантона на 2012 год составляло 8 725 человек.
| 1962  | 1968  | 1975  | 1982  | 1990  | 1999  | 2006  | 2011  | 2012  |
| ----- | ----- | ----- | ----- | ----- | ----- | ----- | ----- | ----- |
| 5 403 | 5 721 | 6 058 | 6 435 | 6 687 | 7 161 | 7 861 | 8 529 | 8 725 |